# Birka
- Övre vänster: Modell av Birkas hamnområde.
- Övre höger: Ruinerna efter Birkas fornborg.
- Undre vänster: Karta över Björkö idag med forntida strandlinjer.
- Undre höger: Tillverkningsfynd från Birka: en hammare, degel och gjutformhalva för dräktnål.

Birka var en svensk vikingatida handelsplats och samhälle i Mälaren som anlades under mitten av 700-talet och som beboddes till slutet av 900-talet. Denna bebyggelse som växte fram brukar kallas för "Sveriges första stad". Dessa typer av koncentrerade samhällen kallas ibland för vikingastäder.
Birka tjänade främst som en viktig handelsplats på ön Björkö i Mälaren i Ekerö kommun. Tillsammans med den närbelägna Hovgården på Adelsö, med bland annat en kungsgård, har Birka tagits upp på Unescos världsarvslista.

## Etymologi
Första delen av namnet Birka antas vara identisk med trädnamnet björk, fornnordiska: biork, biark, biærk, birk med flera, och är då en avledning, alltså typ ”Björka”, eller möjligen en omformning av ett existerande ”Björkö” (*Birkau?) som platsen kallas än idag. Tidigare trodde man att namnet hade en koppling till biärk som istället har med handel att göra.

## Historia

### 700-tal: Birka grundas
Birka var under den slutande vendeltiden och under vikingatiden en viktig handelsplats i svearnas rike, vilken kan göra anspråk på att ha varit Sveriges första stad. Alltsedan medeltiden har Björkö i Mälaren, belägen i Adelsö socken, Uppland, ansetts vara identisk med denna handelsplats. Den enda skriftliga källan från tiden då Birka existerade är ärkebiskop Rimberts Vita Anskarii från runt 870, det vill säga en berättelse om Ansgars liv. Ansgar vistades själv i Birka två gånger. Birka nämns i Ansgarsvitan som Birca, vilket anses vara en latinisering av fornöstnordiska Bjǫrkey - Björkö. Birka omtalas av Adam av Bremen runt 1070 men platsen låg då öde. Stadsbildningen på Björkö uppvisar stora likheter med Hedeby i dagens Nordtyskland, men paralleller finns även till norska Kaupang.
Man vet inte vilken förhistorisk kung som lät anlägga Birka omkring år 750 och hur stora hans maktbefogenheter var. På närbelägna Adelsö byggdes en kungsgård, Hovgården, varifrån kungen kunde övervaka handeln. Omkring 700–1000 personer antas ha varit bosatta i Birka när staden var som störst. Köpmän från när och fjärran med dyrbara handelsvaror sökte sig till staden. I början kom varor från arabiska länder, senare från Syd- och Västeuropa. Det rörde sig om byteshandel och man bytte inhemska varor som järn, päls, horn och bärnsten mot silvermynt, mynten smältes i regel ner och gjordes om till smycken, därtill inbyttes exklusiva lyxvaror som siden, glas och kryddor.
Idag finns närmare 3000 synliga gravar på Björkö. Flera olika gravtyper finns representerade, antingen innehållande brand- eller skelettbegravningar. De rika fynden från utgrävningarna berättar om ett samhälle med stark hierarki och stora skillnader mellan både klass och kön.

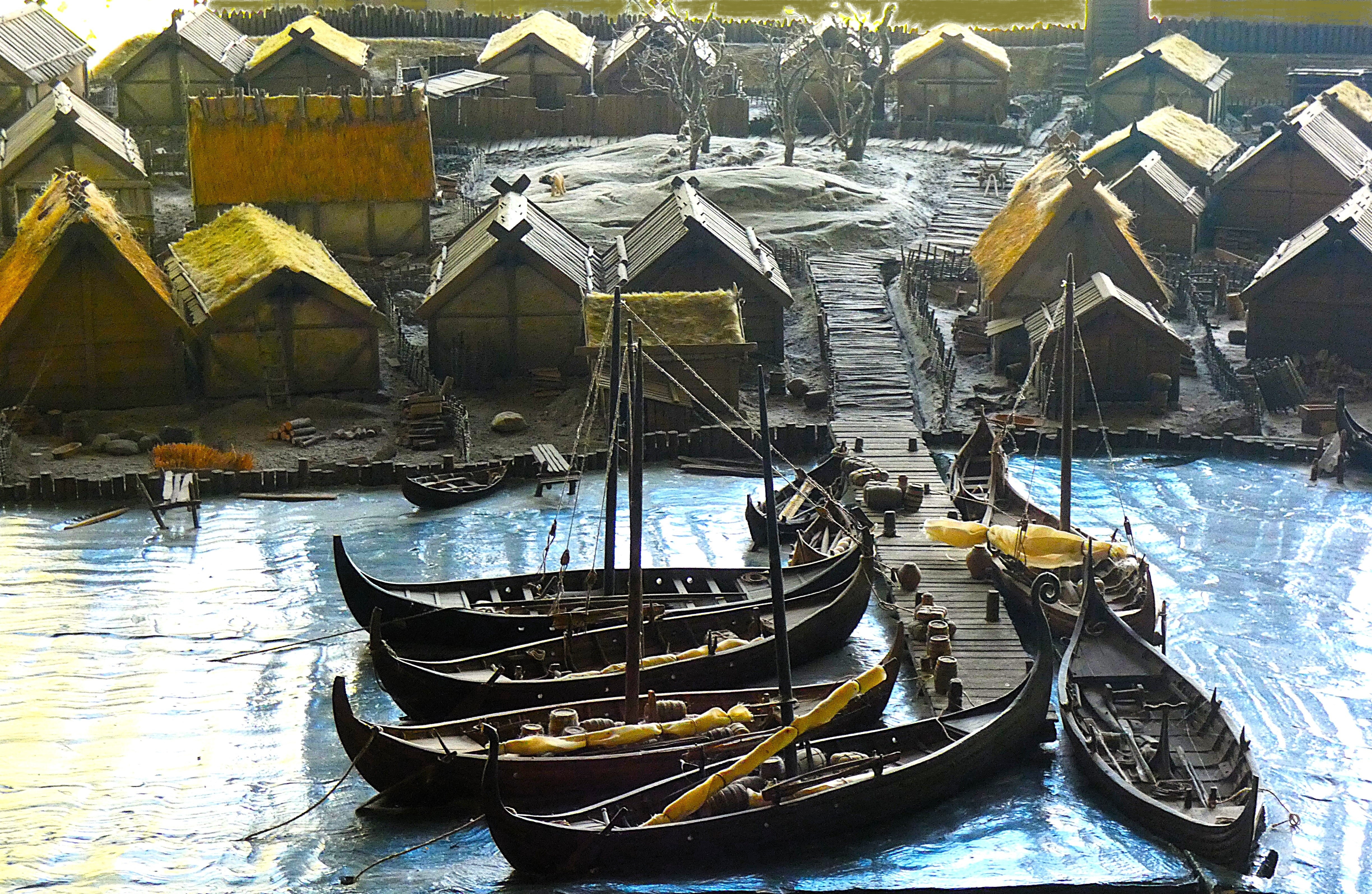
Modell av Birkas hamn.
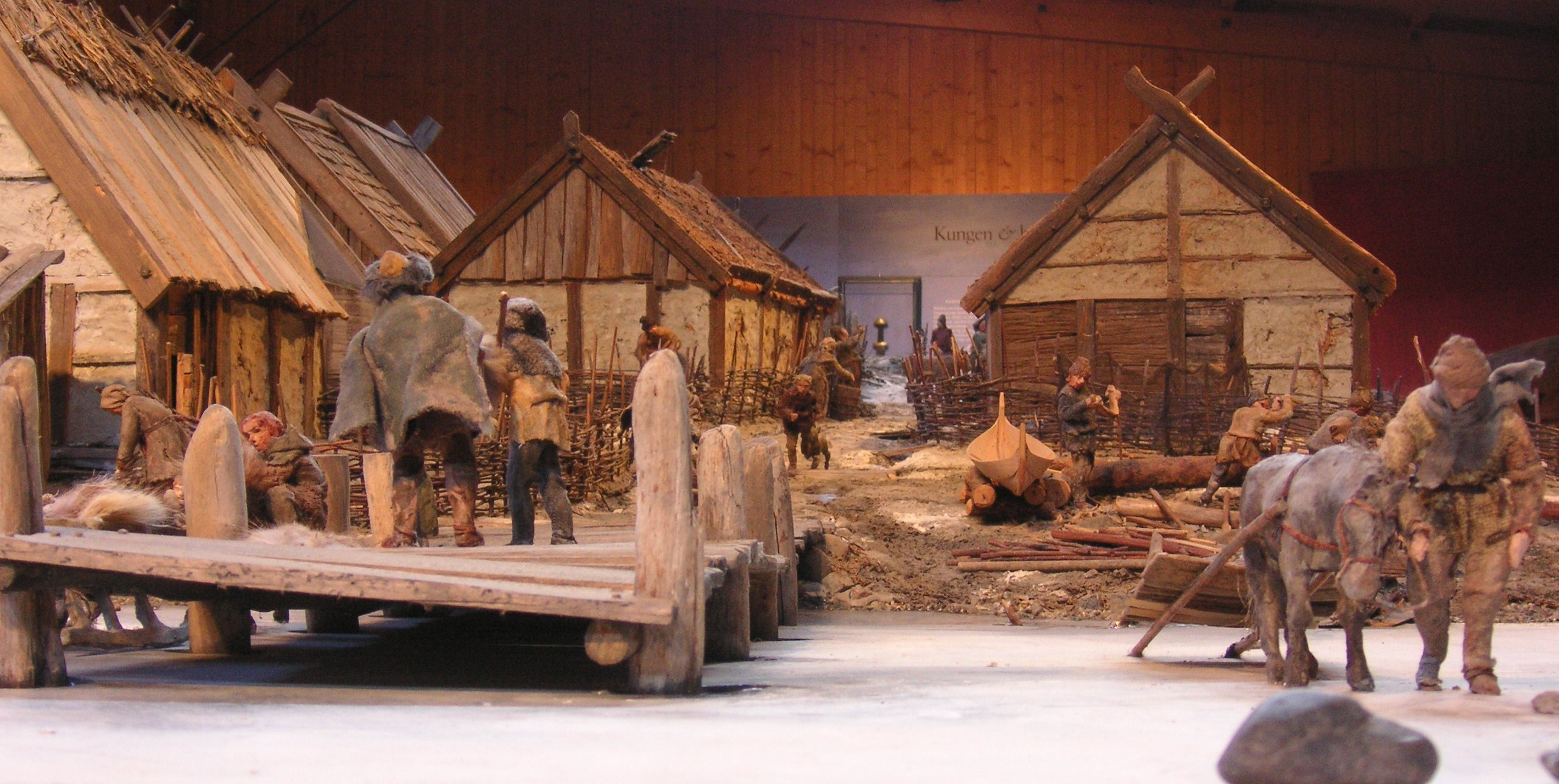
Modell av Birkas hamn.
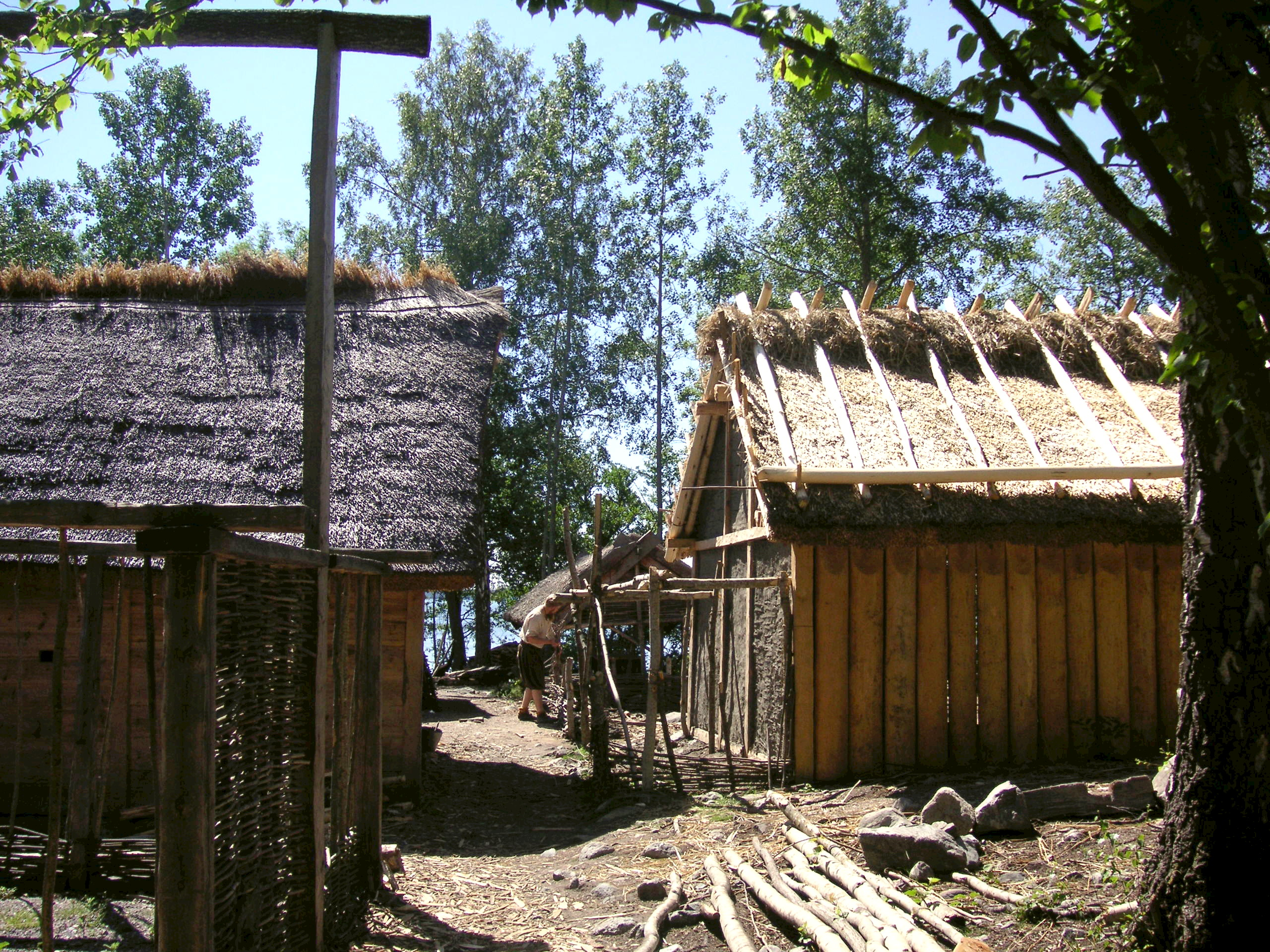
Rekonstruktioner av vikingatida hus.
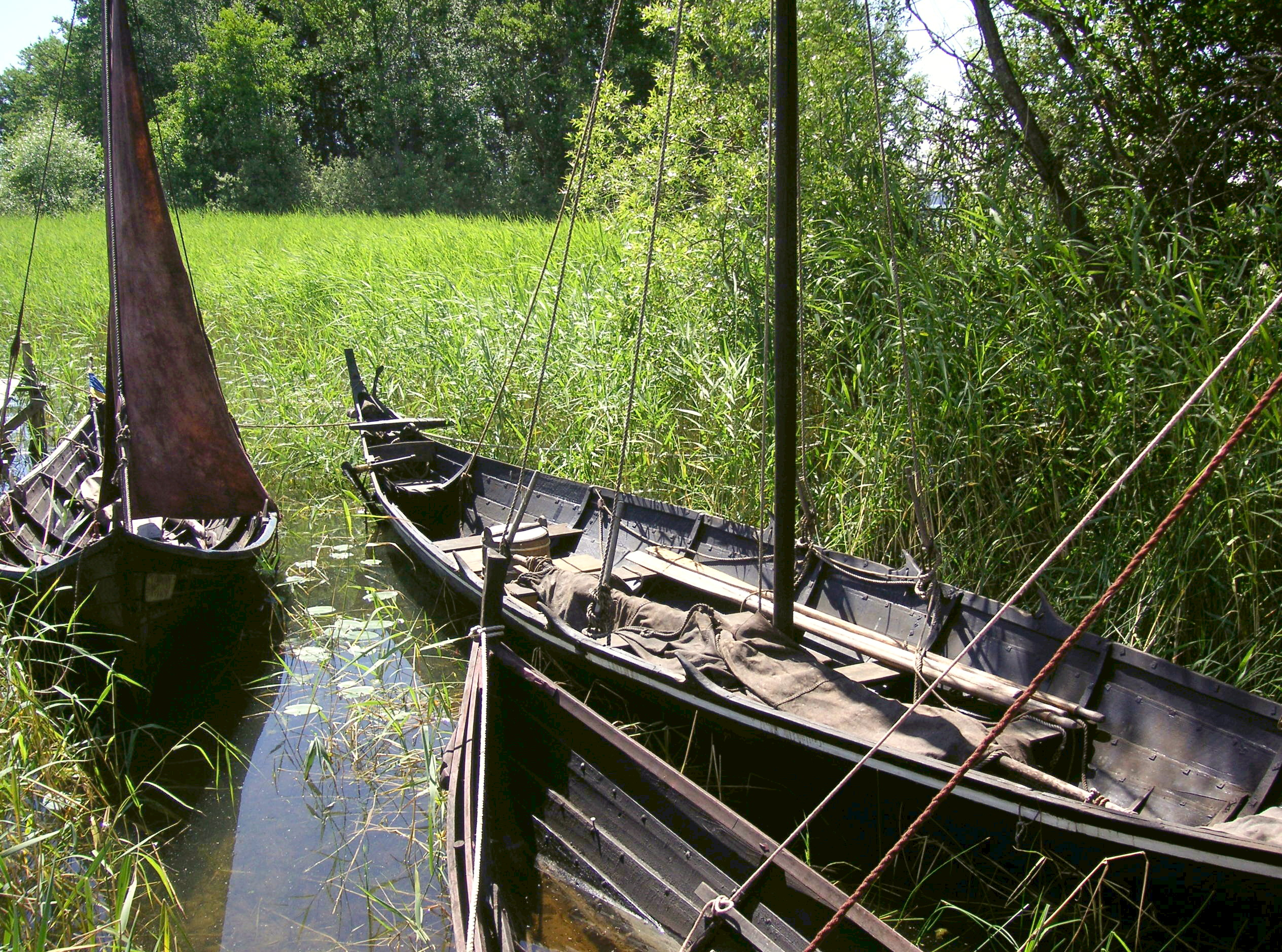
Rekonstruktioner av vikingatida båtar.

### 800-tal: kristen mission

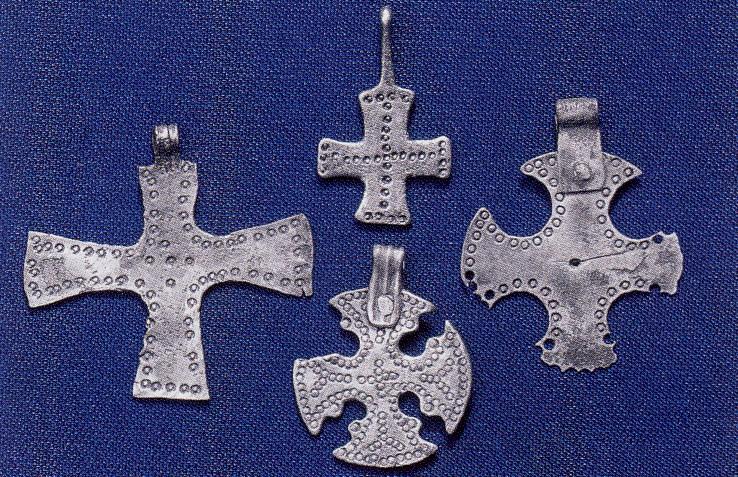
Silverkors från kvinnogravar på Birka.

År 829 sändes benediktinermunken Ansgar till nuvarande Sverige eftersom en kristen missionär efterfrågats av sveakungen Björn. Vid ankomsten begav sig Ansgar först till kungsgården vid Hovgården på Adelsö för att få kungens tillstånd att verka i Birka. Där grundade Ansgar sedan en kristen församling. Till missionsbiskop för sveaväldet utsågs 832 en släkting till Ebo vid namn Gautbert, som grundade en kyrka i Birka. De troendes antal ska under Gautberts första tid ha ökat, men det asatroende folket tvingade Gautbert att fly ur riket. År 852 återkom Ansgar och fann sin församling i upplösning, men han återupprättade den och byggde ett kapell på mark som kung Olof skänkte.. Två kyrkklockor sändes till Birka av abboten i tyska Fulda (som dog 856), men det är okänt om dessa kom till användning. Erimbert, Gautberts systerson, får ansvar för missionsverksamheten, som dock begränsas till Birka, och avstannar efter Ansgars död.
Korssmycken i gravar visar att några var kristna fram till sin död, men sveafolket fortsatte också att dyrka sina gamla nordiska gudar. Ansgars bidrag till Sveriges kristnande blev inte bestående. När Unni, ärkebiskop av Bremen, anlände till Birka 936 så fann han inga spår av missionen. Biskopen avled under vistelsen. Kung Ring var då sveakung enligt Adam av Bremen. Utifrån hans formuleringar så har en del historiker dragit slutsatsen att Birkakungarna inte längre var bosatta på Adelsö vid kung Rings tid. 

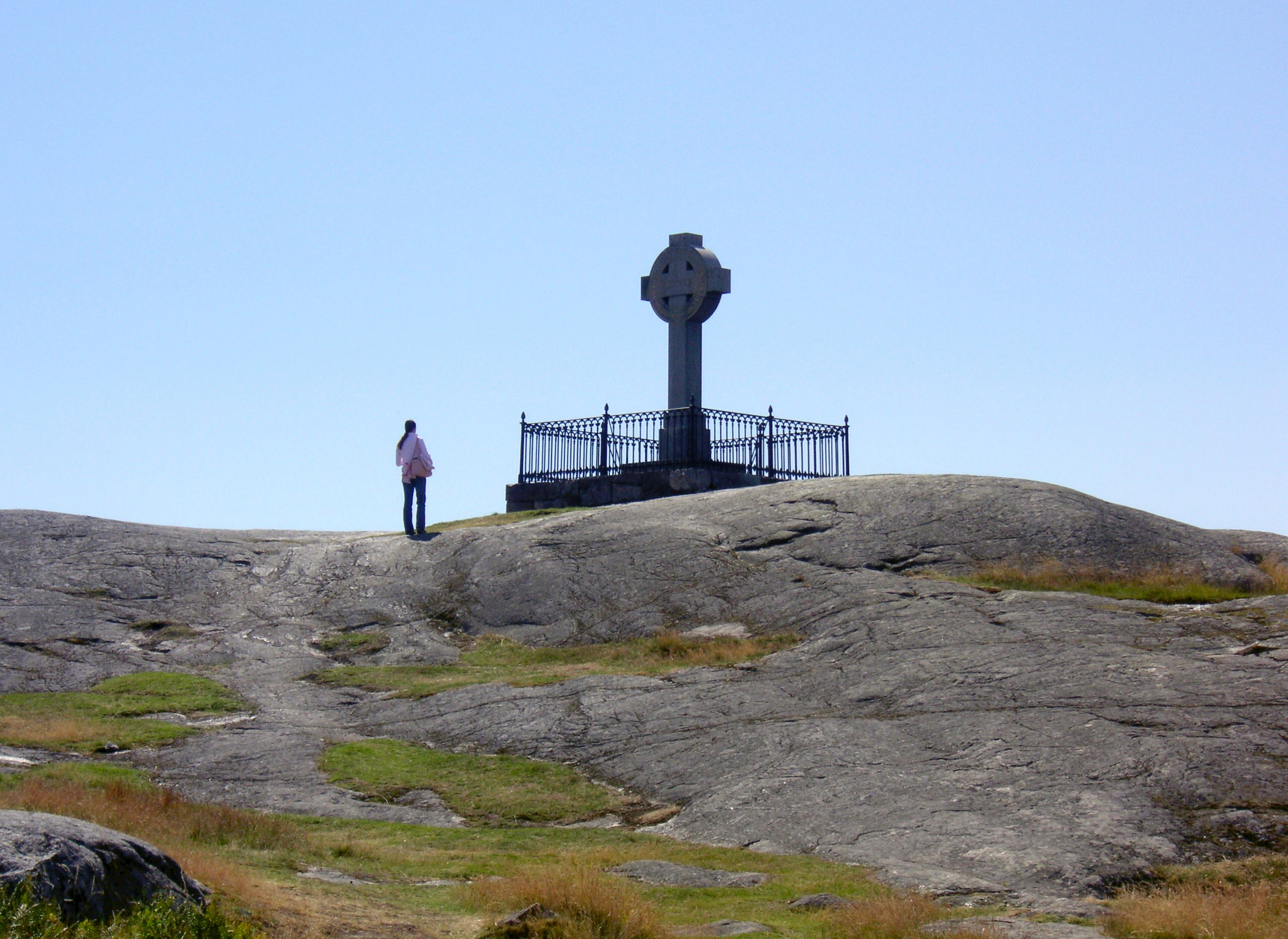
Ansgarkorset inom Birkas fornborg 2008.

Som en minnesvård över Ansgar och hans missionsarbete restes år 1834 det stora stenkorset, Ansgarkorset, på höjden inom den gamla fornborgen på Björkö. Formgivningen som keltiskt kors anses vara missvisande, eftersom det associerar till missionärerna från de brittiska öarna, Ansgars "konkurrenter" om att kristna Norden.

### 900-tal: Birka läggs ner
Birka övergavs av okända skäl i slutet av 900-talet. Det finns flera teorier om varför: en är att handeln flyttade till Sigtuna, en annan är att Birka på grund av landhöjningen blivit isolerat, det gick inte längre för båtarna från Östersjön att komma till Birka via inloppet vid nutidens Södertälje, en uppfattning som talar emot den gängse teorin om flytten till Sigtuna.

## Utgrävningar

### 1600-tal: Johan Hadorph
Redan på 1680-talet utförde fornforskaren Johan Hadorph grävningar på Björkö. Han fann den ”swarteste Kohlen aff upbrände Husen, hwarest Bönderne hafwa sin fetaste Åcker”. Platsen för stadsbebyggelsen kallas fortfarande för ”svarta jorden”. Denna ligger på öns nordliga del och kringgärdas av en jordvall. Jordvallen slutar i söder i Borgberget med rester efter en befästning. Utanför vallen finns stora gravområden. Här har bland annat påträffats rika så kallade kammargravar, det vill säga djupt nedgrävda schakt med intimrade väggar.

### 1800-tal: Hjalmar Stolpe

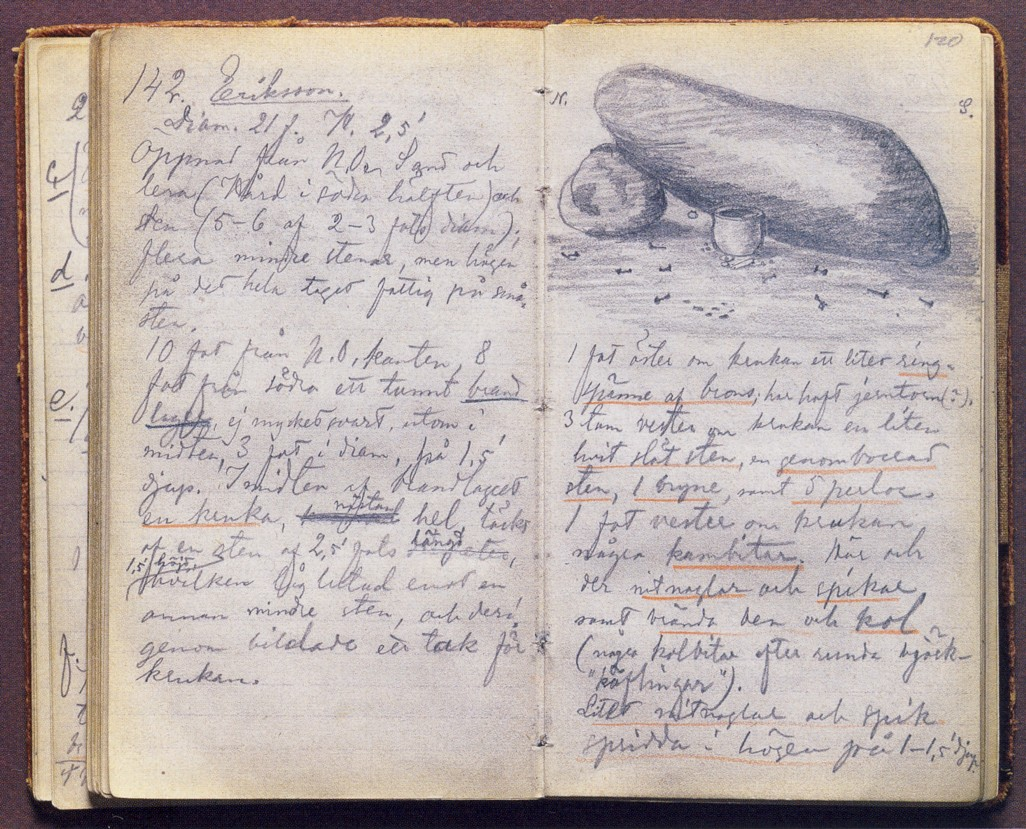
Stolpes anteckningar angående grav 142.

Hjalmar Stolpe genomförde systematiska grävningar på Björkö under 1870- och 80-talen. Han var utbildad entomolog och letade efter bärnsten för att studera inneslutna insekter. Han fann bärnsten men gjorde även många arkeologiska fynd. Stolpe grävde, undersökte och dokumenterade under tio år gravhögarna på ”Hemlanden” och den ”Svarta jorden”. Han lade grunden för alla framtida utforskningar av Birka. Ett av hans största fynd var en silverskatt bestående av 450 muslimska silvermynt och ett stort antal silversmycken som låg på ett järnfat. Hans fynd är numera basen i dokumentationsmaterialet från vikingatiden och många av föremålen ligger fortfarande ouppackade och outforskade.

### 1900-tal: Björn Ambrosiani
Björn Ambrosiani grävde i Svarta jorden på Björkö 1969–1971, och var sedan projektledare för utgrävningarna 1990–1995. 1997–2004 genomförde Arkeologiska forskningslaboratoriet vid Stockholms universitet grävningar vid den så kallade Garnisonen under ledning av Lena Holmquist Olausson.

### 2000-tal: Riksantikvarieämbetet

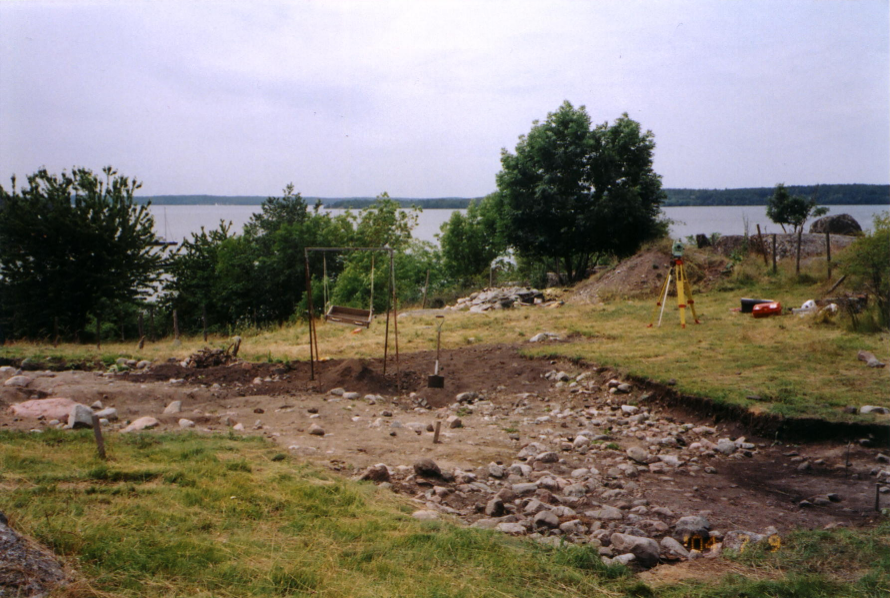
2004 års utgrävning vid Garnisonen.

2005 och 2006 genomförde Riksantikvarieämbetets undersökningsverksamhet (UV) grävningar i utkanten av den nutida Björkö by i syfte att försöka spåra Björkös medeltid. 2007 grävde de ånyo – denna gång invid gravfältet Grindsbacka på mellersta Björkö.

#### 2018: Wolfgang Neubauer
Under 2018 genomfördes en geofysisk undersökning av Birka. Detta genomfördes av Wolfgang Neubauer, en forskare från österrikiska Ludwig Bolzmann-institutet, LBI. Längs ned i den så kallade Svarta jorden inne i själva stadsområdet hittar de spår av Birkas första år, under senare delen av 700-talet. Birka byggdes inte ut stegvis, utan som ett helt komplex av tätt sammanpackade små verkstäder, omgivna av en hittills okänd inneslutning eller vall. Merparten av stadens befolkning verkar ha trängts ihop i de små skjulen innanför den nyupptäckta vallen. Radarbilderna visar inga spår av några byggnader som är större än 20 kvadratmeter inne i själva staden. Några större bostadshus, som man kan se på den modell av staden som står utställd på historiska museet i Stockholm, verkar inte ha funnits. 
Utanför den nyupptäckta vallen har markundersökningen visat på spår efter enstaka större byggnader. Wolfgang Neubauer menar att det tycks vara typiska nordiska långhus. Han tolkar det som att det var där de människor som styrde aktiviteterna på ön bodde.
Wolfgang Neubauers bedömning är att Birka förändras framåt 900-talet, mot slutet av stadens levnad då bebyggelsen tycks svälla ut över den inre stadsvallen och ändra karaktär. Då dyker det upp lite större hus bland de små verkstäderna, och en del av dem antyder utländskt inflytande.

## Svarta jorden

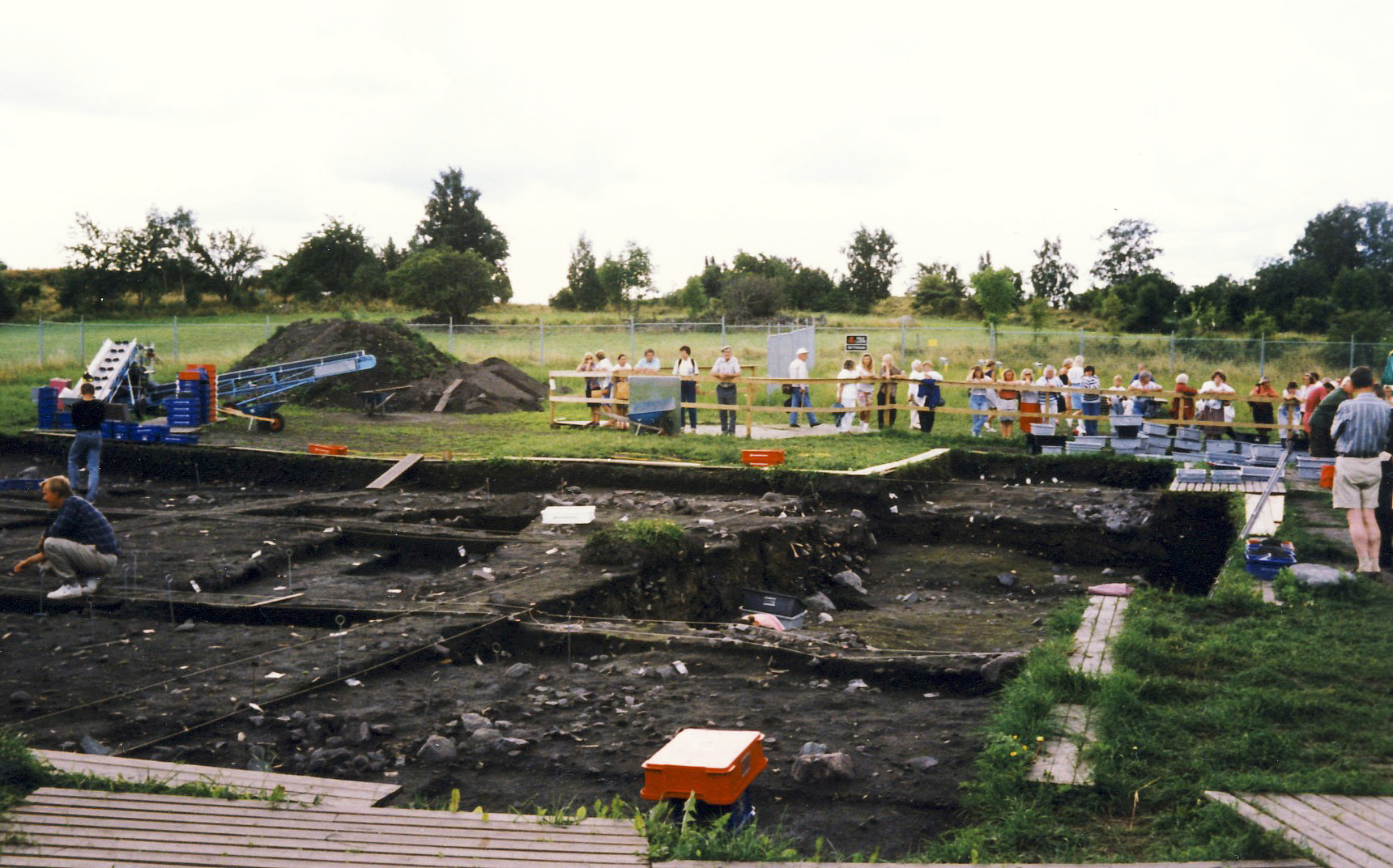
Utgrävningar i Svarta jorden på Björkö sommaren 1991.

Den svarta jorden i Birka är det cirka sju hektar stora område av svart jord som under cirka 250 år från 750 till 1000 e.Kr var platsen för Birkas stadsliknande bebyggelse. Utgrävningar har företagits i Svarta jorden åtminstone sedan 1600-talet, men det var främst under 1870- och 80-talen som dessa fick en mer vetenskaplig prägel. Utgrävningarna som Riksantikvarieämbetet företog mellan 1990 och 1995 omfattade cirka 350 m². Svarta jorden är registrerad som fast fornlämning – Raä 119 i Adelsö socken.
Flertalet av fynden från grävningarna i Svarta jorden finns idag, tillsammans med en mängd lösfynd funna vid jordbruksarbete i samma område, i Statens historiska museums samlingar.